# خليل عزمي
خليل عزمي مواليد الدار البيضاء في 23 أغسطس 1964 ، هو حارس مرمى مغربي لعب لفريقه الأم الوداد البيضاوي كما لعب لعدة أندية أخرى يعتبر من أحسن الحراس التي أنجبتهم الكرة المغربية، حمل قميص المنتخب المغربي وشارك معه في تظاهرات كبرى

## النشأة
بدأ عزمي مسيرته الكروية مع فريقه الأم الوداد الرياضي سنة 1983 وظل الحارس الاحتياطي للوداد إلى غاية سنة 1986 والتي شهدت رحيل الحارس العملاق بادو الزاكي للاحتراف في نادي ريال مايوركا الإسباني بعد ذلك انقض على الرسمية وقدم مواسم ناجحة ومستوى جيد وحقق كل الألقاب الممكنة رفقة النادي الأحمر

### الرجاء البيضاوي
انتقل عزمي سنة 1992 إلى نادي الرجاء البيضاوي الغريم التقليدي للوداد الرياضي وقضى معهم موسمين

## المسيرة الدولية
بدأت مسيرة عزمي الدولية سنة 1987 وظل يلعب مباريات قليلة في ظل وجود الحارس الأول للمنتخب المغربي بادو الزاكي والذي اعتزل اللعب الدولي سنة 1992 هذه السنة ستشهد انقضاضه على الرسمية والمشاركة رفقة المنتخب المغربي في تظاهرات كبرى منها كأس الأمم الإفريقية 1992 وكأس العالم بالولايات المتحدة الأمريكية 1994 أين اعتزل اللعب الدولي بعد حملة شرسة تعرض لها بعد أن تلقت مرماه هدف من تسديدة بعيدة للاعب المنتخب السعودي فؤاد أنور في كرة أساء التعامل معها لتنتهي المباراة بهزيمة المنتخب المغربي بـ2-1 ويتم تحميل عزمي مسؤولية الخسارة واتهامه بالتواطؤ مع المنتخب السعودية وهي اتهامات لاعلاقة لها بالواقع ليعلن بعد ذلك اعتزاله عن سن 30 سنة بعد أن خاض 43 مباراة دولية

## بعد مونديال الولايات المتحدة الأمريكية
بعد المونديال ظل عزمي بالولايات المتحدة الأمريكية ولعب هناك لعدة فرق إلى غاية اعتزاله اللعب بشكل نهائي سنة 1998

## الإنجازات

### مع الوداد
- الدوري المغربي (3 مرات) : 1991,1990,1986
- كأس العرش (1 مرة) : 1989
- كأس إفريقيا للأندية البطلة (1 مرة) : 1992
- دوري أبطال العرب (1 مرة) : 1989
- الكأس العربية الممتازة (1 مرة) : 1992

## روابط خارجية
- خليل عزمي على موقع الاتحاد الدولي (مؤرشف)  (الإنجليزية)
- خليل عزمي على موقع قاعدة بيانات كرة القدم.إي يو (الإنجليزية)
- خليل عزمي على موقع ناشيونال فوتبول تيمز (الإنجليزية)